# Minerals borats

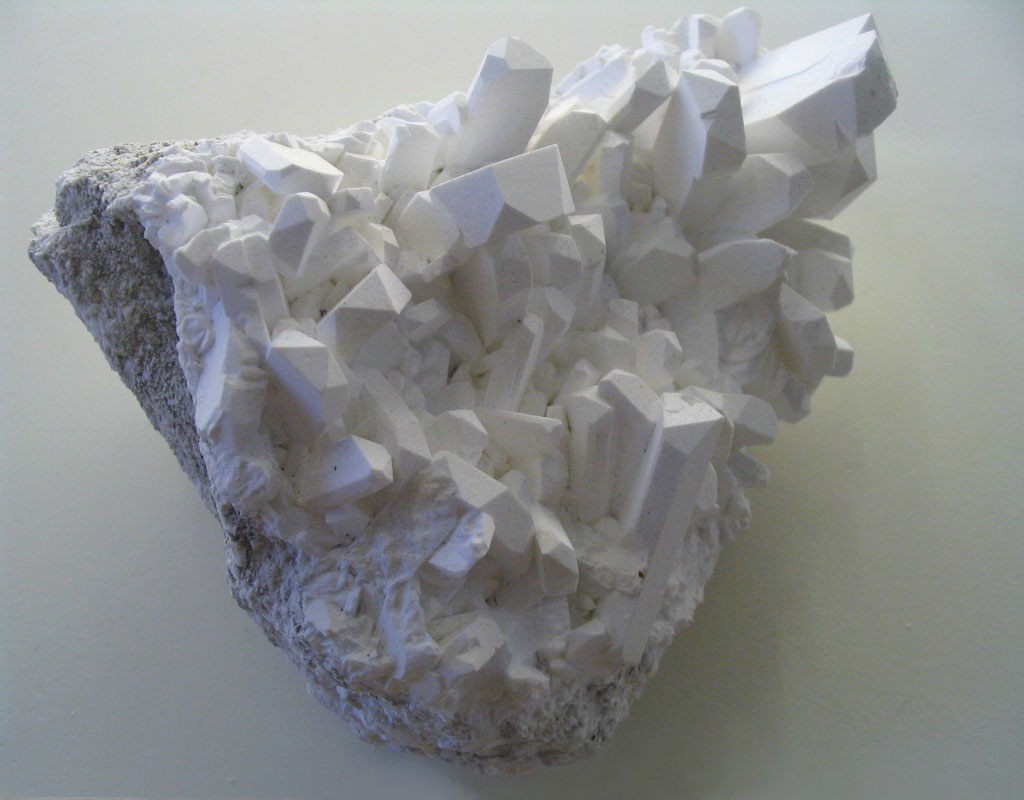
Cristalls de bòrax, un mineral borat

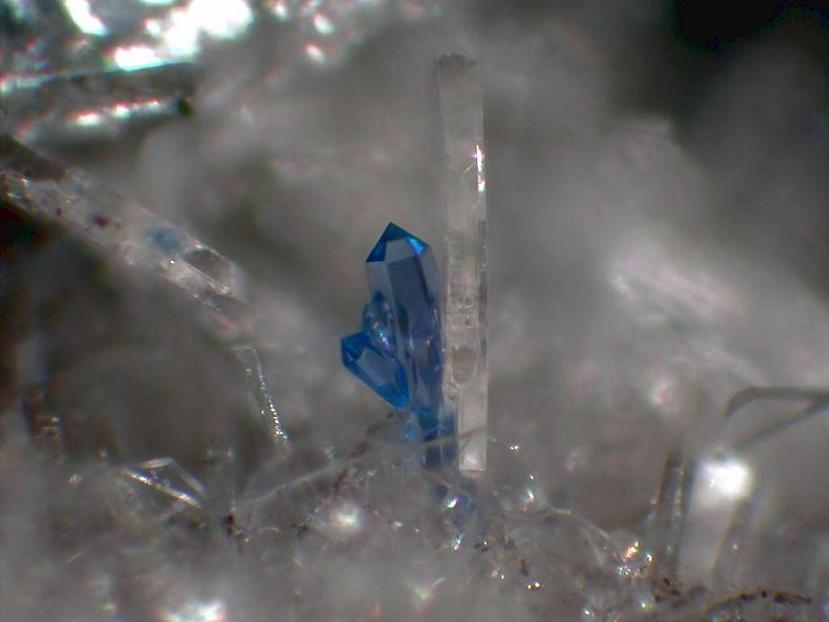
Cristalls de jeremejevita, un mineral borat

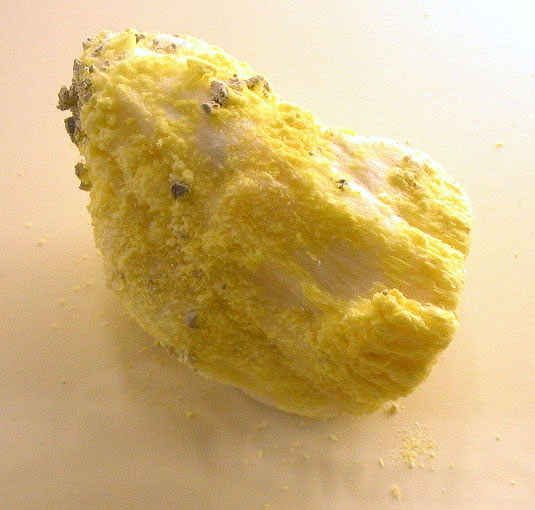
Sassolita, un mineral borat

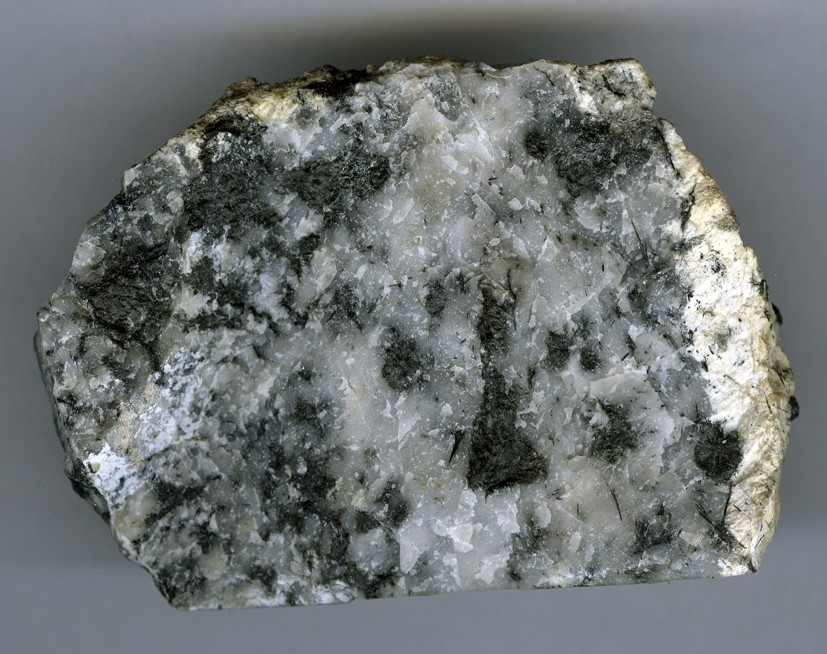
Kotoïta, un mineral borat

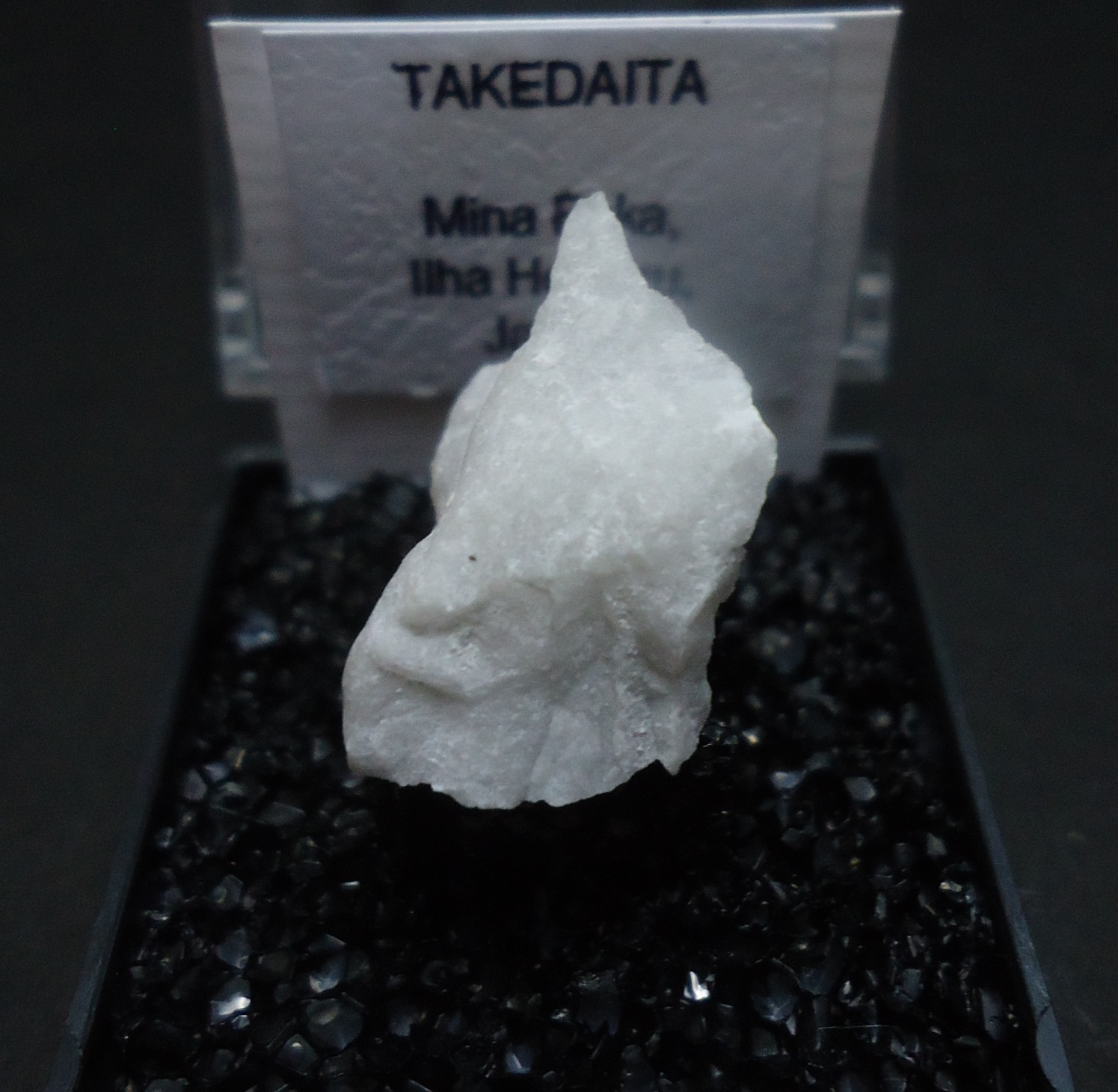
Takedaïta, un mineral borat

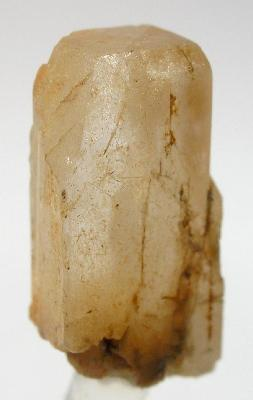
Cristalls d'Hambergita, un mineral borat

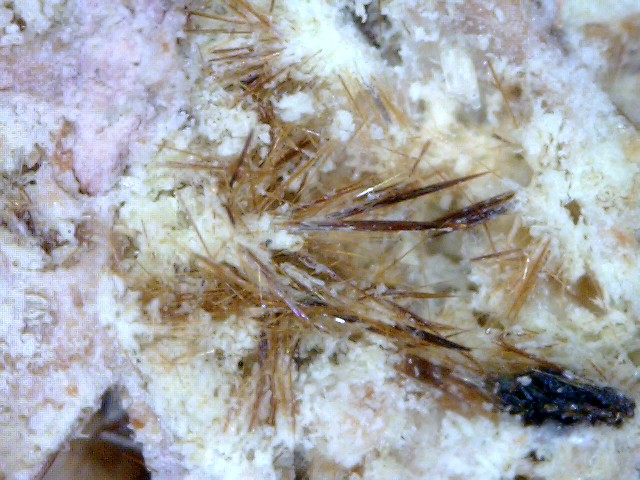
Warwickita, un mineral borat

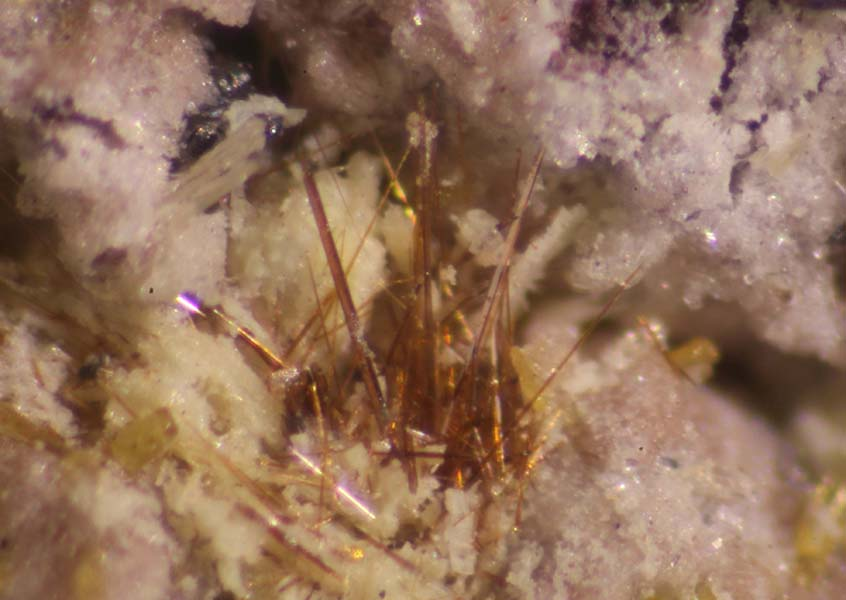
Yuanfuliïta, un mineral borat

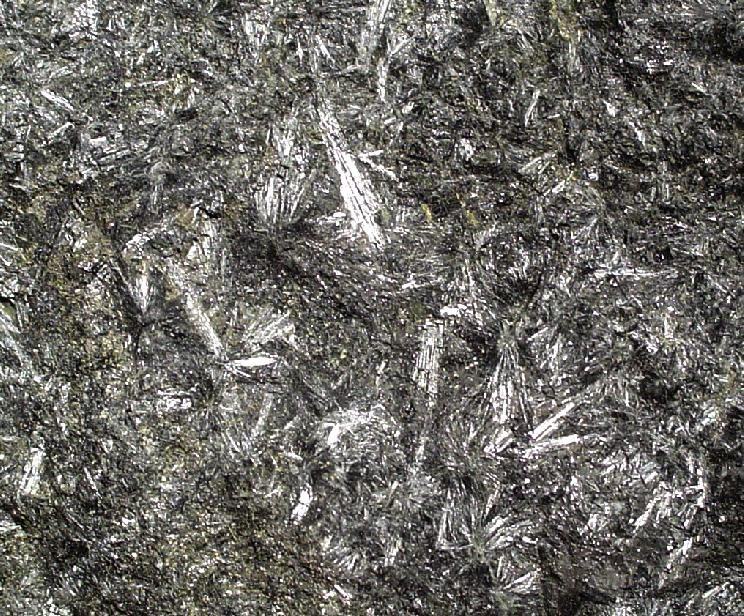
Ludwigita, un mineral borat

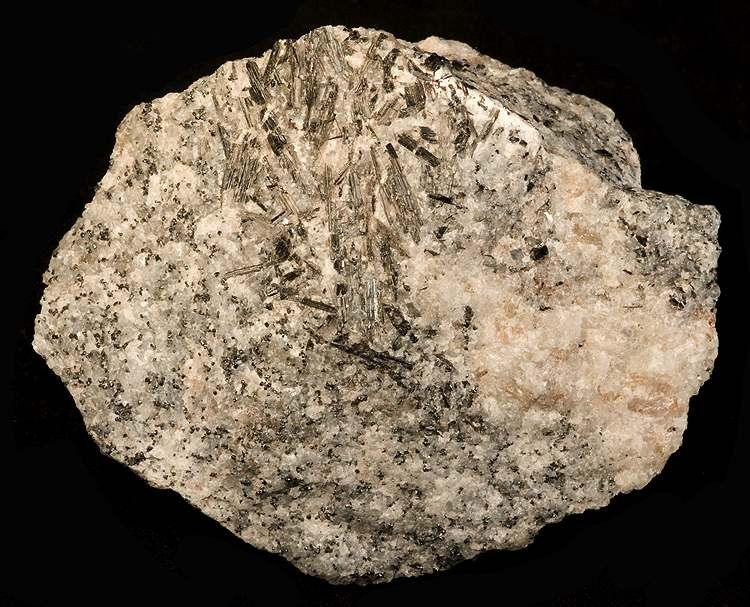
Pinakiolita, un mineral borat

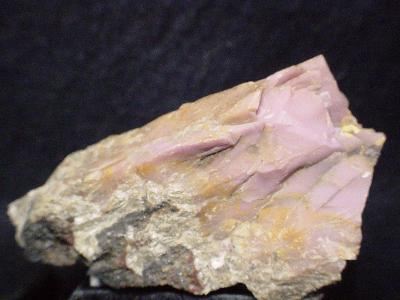
Sussexita, un mineral borat

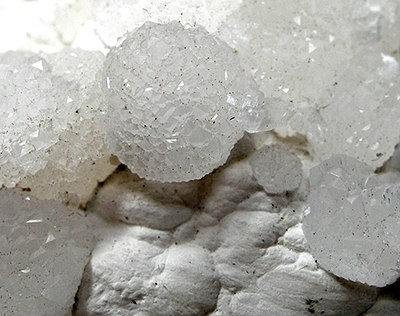
Pinnoïta, un mineral borat

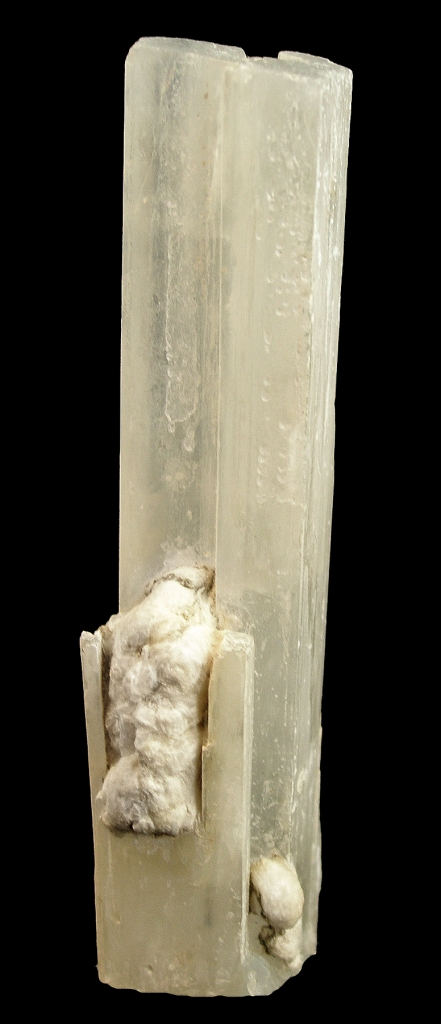
Cristall d'Inderita, un mineral borat

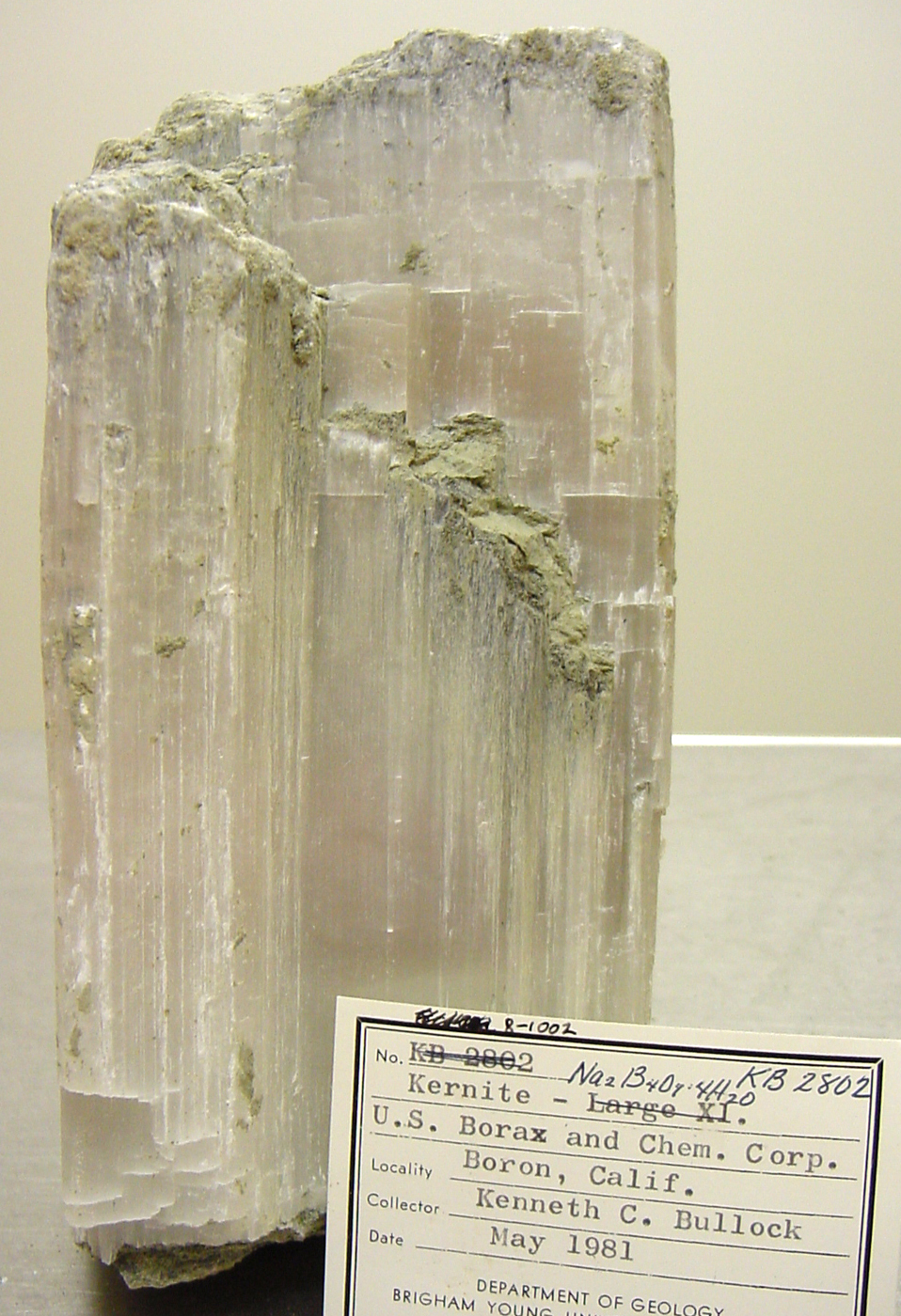
Cristall de kernita, un mineral borat

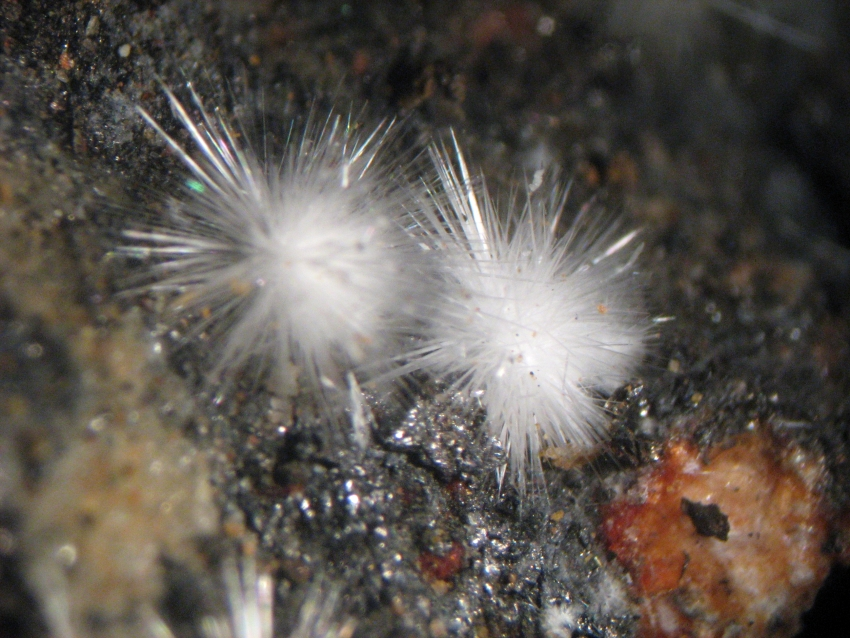
Cristalls de canavesita, un mineral borat

Els minerals borats són minerals que contenen un grup anió borat. Les unitats de borat (BO₃) poden ser polimeritzades de manera similar a la unitat SiO₄ de la classe dels minerals silicats. Això resulta en anions B₂O₅, B₃O₆ i B₂O₄, així com estructures més complexes que inclouen anions d'hidròxid o d'halogen. També existeix l'anió [B(O,OH)₄]−.
Molts minerals borats, com el bòrax, la colemanita o la ulexita, són sals: suaus, fàcilment solubles, i que es troben en contextos evaporítics. No obstant això, algunes com la boracita, són dures i resistents a la intempèrie, més similars als silicats. Hi ha més de 100 minerals borats diferents. Segons la Classificació de Nickel-Strunz, els minerals borats s'estructuren de la següent manera:
06.A - Monoborats
06.AA - BO₃, sense anions addicionals; 1(D).
06.AA.05 - Sassolita
06.AA.15 - Nordenskiöldina, tusionita
06.AA.35 - Jimboïta, kotoïta
06.AA.40 - Takedaïta
06.AB - BO₃, amb anions addicionals; 1(D) + OH, etc.
06.AB.05 - Hambergita
06.AB.10 - Berborita
06.AB.15 - Jeremejevita
06.AB.20 - Warwickita, yuanfuliïta
06.AB.25 - Karlita
06.AB.30 - Azoproïta, bonaccordita, fredrikssonita, ludwigita, vonsenita
06.AB.35 - Pinakiolita
06.AB.40 - Blatterita, chestermanita, ortopinakiolita, takeuchiïta
06.AB.45 - Hulsita, magnesiohulsita, aluminomagnesiohulsita
06.AB.50 - Fluoborita, hidroxilborita
06.AB.55 - Shabynita, wightmanita
06.AB.60 - Gaudefroyita
06.AB.65 - Sakhaïta
06.AB.70 - Harkerita
06.AB.75 - Pertsevita-(F), pertsevita-(OH)
06.AB.80 - Jacquesdietrichita
06.AB.85 - Painita
06.AC - B(O,OH)₄, amb i sense anions addicionals; 1(T), 1(T)+OH, etc.
06.AC.05 - Sinhalita
06.AC.10 - Pseudosinhalita
06.AC.15 - Behierita, schiavinatoïta
06.AC.20 - Frolovita
06.AC.25 - Hexahidroborita
06.AC.30 - Henmilita
06.AC.35 - Bandylita
06.AC.40 - Teepleïta
06.AC.45 - Moydita-(Y)
06.AC.50 - Carboborita
06.AC.55 - Sulfoborita
06.AC.60 - Lüneburgita
06.AC.65 - Seamanita
06.AC.70 - Cahnita
06.B - Diborats
06.BA - Nesodiborats amb triangles dobles B₂(O,OH)₅; 2(2D); 2(2D) + OH, etc.
06.BA.05 - Suanita
06.BA.10 - Clinokurchatovita, kurchatovita
06.BA.15 - Sussexita, szaibelyita
06.BA.20 - Wiserita
06.BB - Nesodiborats amb tetraedres dobles B₂O(OH)₆; 2(2T)
06.BB.05 - Pinnoïta
06.BB.10 - Pentahidroborita
06.BC - Inodiborats amb triangles i/o tetraedres
06.BC.10 - Calciborita
06.BC.15 - Vimsita
06.BC.20 - Sibirskita, parasibirskita
06.BD - Tectodiborats amb tetraedres
06.BD.05 - Santarosaïta
06.C - Triborats
06.CA - Nesotriborats
06.CA.10 - Ameghinita
06.CA.15 - Inderita
06.CA.20 - Kurnakovita
06.CA.25 - Inderborita
06.CA.30 - Meyerhofferita
06.CA.35 - Inyoïta
06.CA.40 - Solongoïta
06.CA.45 - Peprossiïta-(Ce)
06.CA.50 - Nifontovita
06.CA.55 - Olshanskyita
06.CB - Inotriborats
06.CB.10 - Colemanita
06.CB.15 - Hidroboracita
06.CB.20 - Howlita
06.CB.25 - Jarandolita
06.CC - Filotriborats
06.CC.05 - Johachidolita
06.D - Tetraborats
06.DA - Nesotetraborats
06.DA.10 - Bòrax
06.DA.15 - Tincalconita
06.DA.20 - Hungchaoïta
06.DA.25 - Fedorovskita, roweïta
06.DA.30 - Hidroclorborita
06.DA.35 - Uralborita
06.DA.40 - Borcarita, numanoïta
06.DA.60 - Fontarnauïta
06.DB - Inotetraborats
06.DB.05 - Kernita
06.DC - Filotetraborats
06.DD - Tectotetraborats
06.DD.05 - Diomignita
06.E - Pentaborats
06.EA - Nesopentaborats
06.EA.05 - Sborgita, leucostaurita
06.EA.10 - Santita, ramanita-(Rb), ramanita-(Cs)
06.EA.15 - Amonioborita
06.EA.25 - Ulexita
06.EB - Inopentaborats
06.EB.05 - Larderel·lita
06.EB.10 - Ezcurrita
06.EB.15 - Probertita
06.EB.20 - Tertschita
06.EB.25 - Priceïta
06.EC - Filopentaborats
06.EC.05 - Biringuccita, nasinita
06.EC.10 - Gowerita
06.EC.15 - Veatchita
06.EC.20 - Volkovskita
06.EC.25 - Tuzlaïta
06.EC.30 - Heidornita
06.EC.35 - Brianroulstonita
06.ED - Tectopentaborats
06.ED.05 - Hilgardita, tyretskita, kurgantaïta
06.F - Hexaborats
06.FA - Nesohexaborats
06.FA.05 - Aksaïta
06.FA.10 - Mcal·listerita
06.FA.15 - Admontita
06.FA.20 - Rivadavita
06.FA.25 - Teruggita
06.FB - Inohexaborats
06.FB.05 - Aristarainita
06.FB.10 - Kaliborita
06.FC - Filohexaborats
06.FC.05 - Tunel·lita, nobleïta
06.FC.10 - Estroncioborita
06.FC.15 - Ginorita, estroncioginorita
06.FC.20 - Fabianita
06.G - Heptaborats i altres megaborats
06.GA - Tectoheptaborats
06.GA.05 - Boracita, chambersita, ericaïta
06.GA.10 - Congolita, trembathita
06.GA.30 - Korzhinskita
06.GB - Filononaborats, etc.
06.GB.05 - Studenitsita
06.GB.10 - Penobsquisita
06.GB.15 - Preobrazhenskita
06.GB.20 - Walkerita
06.GC - Tectododecaborats
06.GC.05 - Rhodizita, londonita
06.GD - Megatectoborats
06.GD.05 - Pringleïta, ruitenbergita
06.GC.10 - Metaborita
06.H - Borats sense classificar
06.H0 - Borats sense classificar
06.H0.10 - Braitschita-(Ce)
06.H0.40 - Ekaterinita
06.H0.50 - Canavesita
06.H0.55 - Qilianshanita